# Guanzhuang (socken i Kina, Ningxia)
Guanzhuang (kinesiska: 关庄乡, 关庄) är en socken i Kina. Den ligger i den autonoma regionen Ningxia, i den nordvästra delen av landet, omkring 250 kilometer söder om regionhuvudstaden Yinchuan. Antalet invånare är 8 667. Befolkningen består av 4 151 kvinnor och 4 516 män. Barn under 15 år utgör 23,0 %, vuxna 15-64 år 70 %, och äldre över 65 år 6,0 %.
Genomsnittlig årsnederbörd är 586 millimeter. Den regnigaste månaden är juli, med i genomsnitt 113 mm nederbörd, och den torraste är december, med 1 mm nederbörd.